# Cercopis bahiana
Cercopis bahiana är en insektsart som först beskrevs av Victor Lallemand 1924.  Cercopis bahiana ingår i släktet Cercopis och familjen spottstritar. Inga underarter finns listade i Catalogue of Life.